# Блуэн, Лори
Лори́ Блуэ́н (фр. Laurie Blouin; род. 7 апреля 1996, Stoneham-et-Tewkesbury, Квебек) — канадская сноубордистка, выступающая в дисциплинах слоупстайл и биг-эйр. Двукратная чемпионка мира (в слоупстайле — 2017; в биг-эйре — 2021), серебряный призёр Олимпийских игр в Пхёнчхане в слоупстайле.
Родилась в 1996 году. Начала заниматься сноубордом в возрасте шести лет. На этапах кубка мира дебютировала в 2012 году на этапе в Канаде.
В 2017 году стала чемпионкой мира, выиграв дисциплину слоупстайл на чемпионате мира в Сьерра-Неваде, в дисциплине биг-эйр заняла шестое место.
В 2018 году на Олимпийских играх в Пхёнчхане стала обладательницей серебряной награды в дисциплине слоупстайл, уступив в борьбе за золото американке Джейми Андерсон.
В 2019 году выиграла золото в биг-эйре на X-Games в Аспене. В 2020 году стала второй в слоупстайле, а в 2021 году — третьей в слоупстайле.
На чемпионате мира 2021 года канадка стала двукратной чемпионкой мира, одержав победу в биг-эйре.

## Выступления на кубках мира по сноуборду
- Кубок мира по сноуборду 2011/2012 — 34 место.
- Кубок мира по сноуборду 2013/2014 — 89 место.
- Кубок мира по сноуборду 2014/2015 — 21 место.
- Кубок мира по сноуборду 2015/2016 — 29 место.
- Кубок мира по сноуборду 2016/2017 — 18-е место.

### Места на подиуме
1. Новая Зеландия Кардона — 22 августа 2015 (слоупстайл) — 2 место
2. Италия Альпе-ди-Сьюзи — 27 января 2017 (слоупстайл) — 2 место